# Pycnanthus maliformis
Pycnanthus maliformis är en havsanemonart som beskrevs av McMurrich 1893. Pycnanthus maliformis ingår i släktet Pycnanthus och familjen Actinostolidae. Inga underarter finns listade i Catalogue of Life.